# زلزال سومطرة (2010)
تسونامي 2010 أو زلزال سومطرة، هو زلزال حدث في جزيرة سومطرة سومطرة الإندونيسية في 25 أكتوبر 2010.